# 平田たかこ
平田 たかこ（ひらた たかこ、1990年9月5日 - ）は福岡県を拠点に活動している日本のローカルタレント。福岡県福岡市出身。

## 人物
血液型A型。剣道三段。
2017年12月、Ｊリーグセレッソ大阪の水沼宏太と結婚した。

## 現在の出演番組
- KBCラジオ「PAO〜N」月曜日アシスタント（2015年10月- 2020年3月、2020年10月 - 2021年3月22日、2020年4月 - 9月産休）
- 「アサデス。KBC」リポーター[3]